# Love Devotion Surrender
Love Devotion Surrender – album Carlosa Santany i Johna McLaughlina.

## Lista utworów
| 1. | "A Love Supreme" (John Coltrane)                    | 7:48  |
|    |                                                     |       |
| 2. | "Naima" (John Coltrane)                             | 3:09  |
|    |                                                     |       |
| 3. | "The Life Divine" (John McLaughlin)                 | 9:30  |
|    |                                                     |       |
| 4. | "Let us Go Into the House of the Lord (traditional) | 15:45 |
|    |                                                     |       |
| 5. | "Meditation" (John McLaughlin)                      | 2:45  |
|    |                                                     |       |
| 6. | "A Love Supreme (Take 2)" (John Coltrane)           | 7:24  |
|    |                                                     |       |
| 7. | "Naima (Take 4)" (John Coltrane)                    | 2:51  |
|    |                                                     |       |
|    |                                                     | 49:12 |
|    |                                                     |       |

## Twórcy
- John McLaughlin - gitara, pianino
- Carlos Santana - gitara
- Doug Rauch - gitara basowa
- Eve McLaughlin - pianino
- Khalid Yasin czyli Larry Young - pianino, organy
- Mingo Lewis - pianino, keyboard
- Billy Cobham - instrumenty perkusyjne, perkusja
- Don Alias - instrumenty perkusyjne, perkusja
- Jan Hammer - instrumenty perkusyjne, perkusja
- Mike Shrieve - perkusja i instrumenty perkusyjne
- Armando Peraza - konga, perkusja, wokal